# Error de redondeo
Un error de redondeo es la diferencia entre la aproximación calculada de un número y su valor matemático exacto debida al redondeo. Este es una forma de error de cuantificación. Uno de los objetivos del análisis numérico es estimar errores en los cálculos, incluyendo el error de redondeo, cuando se utiliza ecuaciones o algoritmos de aproximación, especialmente cuando se utiliza un número finito de dígitos para representar números reales (que en teoría tienen un número infinito de dígitos).

Cuando se realiza una secuencia de cálculos sujetos a error de redondeo, los errores pueden acumularse, a veces dominando el cálculo. En problemas mal condicionados, se puede acumular un error significativo.

## Error de representación
El error introducido por el intento de representar un número utilizando una cadena finita de dígitos es una forma de error de redondeo llamado error de representación. Éstos son algunos ejemplos de error de representación en representaciones decimales:
| Notación | Representación                  | Aproximación          | Error                           |
| -------- | ------------------------------- | --------------------- | ------------------------------- |
| 1/7      | 0,142 857                       | 0,142 857             | 0,000 000 142 857               |
| ln 2     | 0,693 147 180 559 945 309 41... | 0,693 147             | 0,000 000 180 559 945 309 41... |
| log10 2  | 0,301 029 995 663 981 195 21... | 0,3010                | 0,000 029 995 663 981 195 21... |
| ∛ 2      | 1,259 921 049 894 873 164 76... | 1,25992               | 0,000 001 049 894 873 164 76... |
| √ 2      | 1,414 213 562 373 095 048 80... | 1,41421               | 0,000 003 562 373 095 048 80... |
| e        | 2,718 281 828 459 045 235 36... | 2,718 281 828 459 045 | 0,000 000 235 36...             |
| π        | 3,141 592 653 589 793 238 46... | 3,141 592 653 589 793 | 0,000 000 238 46...             |